# Abydos-Hieroglyphen

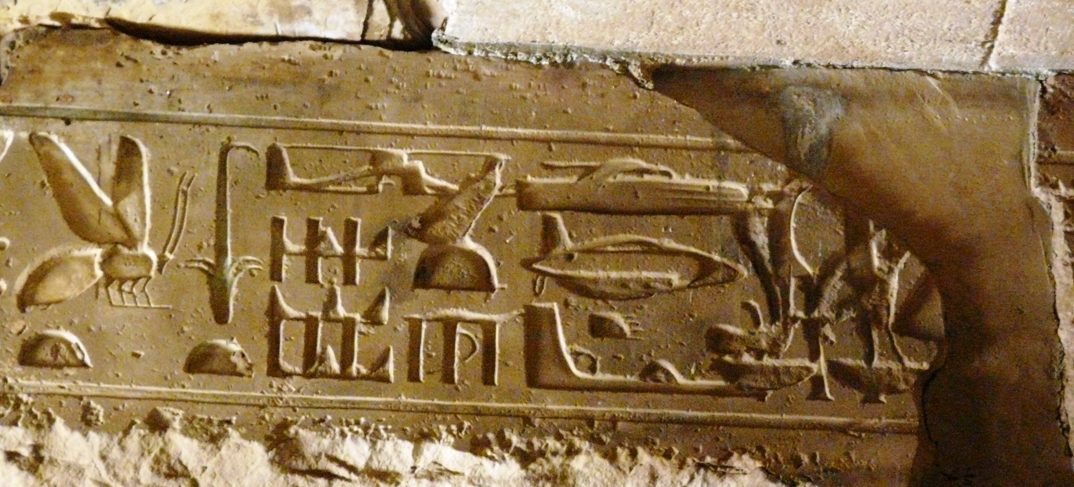
Abydos-Hieroglyphen

Abydos-Hieroglyphen ist die populäre Bezeichnung für eine Hieroglyphen-Inschrift, die sich in Abydos befindet.

## Entdeckung
1990 besuchte eine Gruppe der Ancient Astronaut Society den Totentempel des Sethos I. in Abydos und entdeckte eine Inschrift auf einem Architrav in der Mitte des Erscheinungssaales, die nach ihrer Ansicht Hieroglyphen enthalten, die moderne Fahrzeuge darstellen. So identifizierten sie einen Hubschrauber, einen Kampfpanzer oder Kanonenboot und ein U-Boot. Sie hielten dies als einen Beweis für Prä-Astronautik.

## Bedeutung

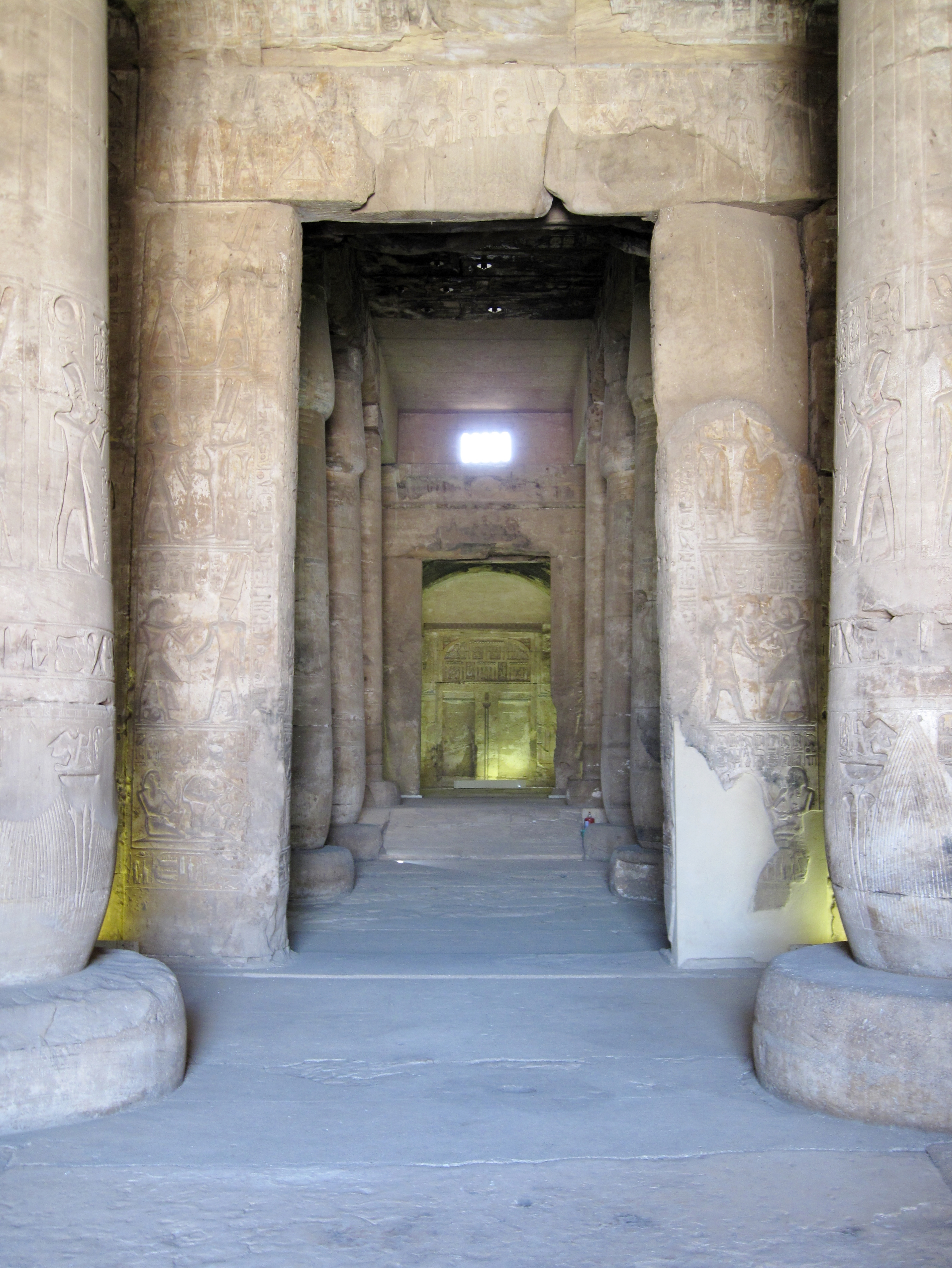
Tempel Sethos’ I.: Blick vom Erscheinungssaal durch den Opfertischsaal in die Kapelle des Amun – die Hieroglyphen befinden sich links oberhalb des Standortes auf einem Architrav zwischen den beiden Säulenreihen des Erscheinungssaales

Die wahre Bedeutung der Hieroglyphen war jedoch längst bekannt. Es handelt sich um eine Inschrift die ursprünglich den sogenannten Nebti- und den Thronnamen des Pharaos Sethos I. nannte:
| G16 | F25 | F31 | S29 | w | S42 | T16 | d · r · D40 | T10 · t · Z2s · Z2s · Z2s | nswt&bity | nb · N17 · N17 · N21 · N21 |

| G16 | F25 | F31 | S29 | w | S42 | T16 | d · r · D40 | T10 · t · Z2s · Z2s · Z2s | nswt&bity | nb · N17 · N17 · N21 · N21 |

| N5 | mn | C10 |

| N5 | mn | C10 |

| N5 | mn | C10 |

| N5 | mn | C10 |

Wehem-mesut-sechem-chepes-der-pedjet-9 Nesut-biti Neb-taui Men-maat-Re
Wḥm-mswt-sḫm-ḫps-dr-pḏt-9 Nswt-bjtj Nb-t3wj Mn-m3ˁ.t-Rˁ
Erneut geboren, mit machtvollem Schwert, der die Neun Bogen vernichtet (Nebtiname) König von Ober- und Unterägypten, Herr beider Länder Bleibend (Beständig) ist die Weltordnung des Re (Thronname)
Später wurden Teile der Inschrift mit Putz überzogen und der Nebtiname und Thronname von Ramses II., dem Sohn von Sethos I., ersetzt. Dies war möglich, da die Inschriften bunt angemalt waren und so der Untergrund nicht sichtbar war. Auffällig ist, dass aus Platzgründen die neuen Hieroglyphen sehr klein geschrieben werden mussten:
| G16 | Aa15 · a · k · I6 · t · O49 | G45 · f · V1 | D40 · N25 · N25 · N25 | nswt&bity | nb · N17 · N17 · N21 · N21 |

| G16 | Aa15 · a · k · I6 · t · O49 | G45 · f · V1 | D40 · N25 · N25 · N25 | nswt&bity | nb · N17 · N17 · N21 · N21 |

| N5 | F12 | C10 | U21 · N5 · n |

| N5 | F12 | C10 | U21 · N5 · n |

| N5 | F12 | C10 | U21 · N5 · n |

| N5 | F12 | C10 | U21 · N5 · n |

Mek-kemet Nesut-biti Neb-taui User-maat-Re-setep-en-Re
 Mk-kmt Nswt-bjtj Nb-t3wj Wsr-m3ˁ.t-Rˁ-stp.n-Rˁ 
 Beschützer Ägyptens (Nebtiname) König von Ober- und Unterägypten, Herr beider Länder Stark/Mächtig ist die Maat des Re, Erwählter des Re (Thronname)

## Entstehung

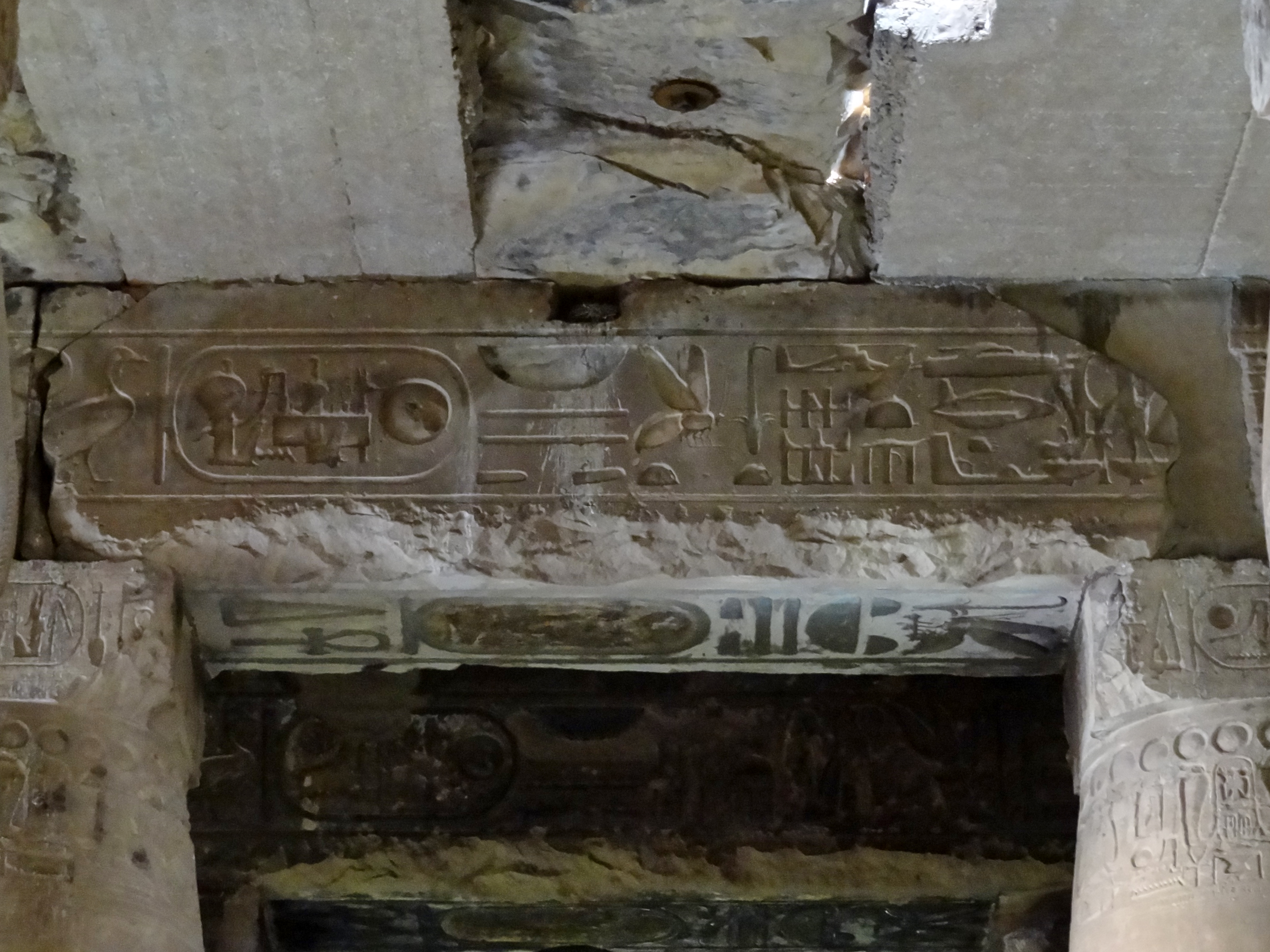
Architrav mit Abydos-Hieroglyphen

Da später die Farben verschwanden und sich der Putz vom Stein löste, kamen die heute sichtbaren Hieroglyphen zum Vorschein. Was wie ein Hubschrauber aussieht, ist aus der ursprünglichen Hieroglyphe für Bogen und den späteren Hieroglyphen schlagender Arm und Kombination der Zeichen Wachtelküken mit Arm entstanden:
| T10 | + | D40 | + | G45 |

Der Kampfpanzer ist aus der früheren Hieroglyphe für Hand und der späteren Hieroglyphe für Hälfte entstanden:
| d | + | Aa15 |

Das U-Boot ist aus der Hieroglyphe für Mund und den neuen Hieroglyphen Arm und Korb entstanden:
| r | + | a | + | k |